# 涅利吉夫卡河
内利希夫卡河（烏克蘭語：Нельгівка），是烏克蘭東南部的河流，屬於尤尚利河的右支流。該河流經扎波羅熱州的別爾江斯克區，河口處在塔拉西夫卡附近。